# Джон Гендрі
Джон Гендрі (англ. John Hendry; 20 січня 1843 — 17 липня 1916) — канадський промисловць і політик, який заснував BC Mills, першу велику лісопромислову компанію в західній Канаді, починаючи з її першої лісопильні в 1875 році. Він є особою національного історичного значення в Канаді.

## Ранні роки
Гендрі народився в Бельдюні, Нью-Брансвік, у родині шотландських іммігрантів Джеймса та Маргарет Гендрі (уроджена Вілсон). Батько Джона Гендрі іммігрував до Нью-Брансвіка з Вест-Кілбрайда, Шотландія, у 1840 році, оселився в графстві Ґлостер і працював на лісопилці та борошномельному бізнесі. Джон здобув освіту в Нью-Брансвіку, і отримав формальну та практичну підготовку під керівництвом свого батька. У 1860-х роках він і його старший брат заснували власну лісопилку. Коли їхній батько помер, Джон тимчасово очолив сімейний бізнес. Потім він подорожував «західними Штатами», але в 1870 році він повернувся до Нью-Брансвіка, щоб заснувати лісопильний завод, який експортував продукцію до Вест-Індії. Він працював на сімейному тартаку, перш ніж у 1872 році остаточно переїхав на захід.

## Домінування деревини

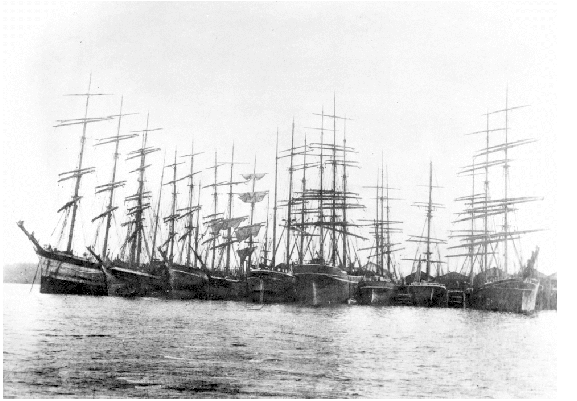
Завантаження кораблів у Гастінґс-Мілл у 1800-х роках.

У 1876 році Гендрі та Девід Макнейр заснували Nanaimo Planing Mills .

## Політична спроба
Гендрі був членом міської ради Нью-Вестмінстера з 1879 до 1880 року і обраний мером у січні 1889 року. У липні він подав у відставку через конфлікт інтересів, пов'язаний із роботою компанії New Westminster Southern Railway Company .

## Спадщина

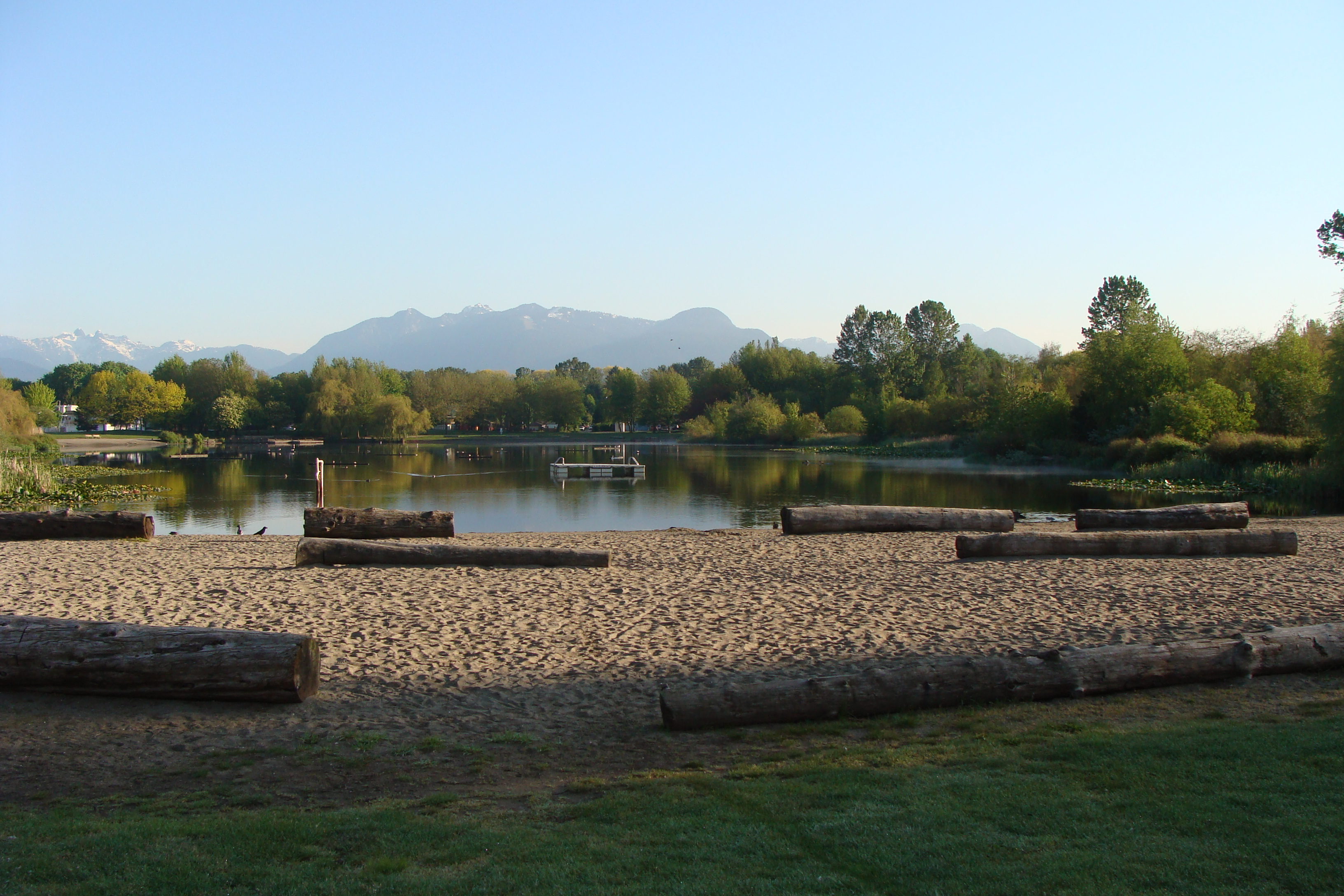
Парк Джона Гендрі — парк площею 27,31 гектара за адресою 3300 Victoria Drive and 15th Avenue у Ванкувері, Британська Колумбія.

Запровадження Джоном Гендрі парових двигунів і залізниць стало зразком для лісопромислового виробництва 20 століття.
У 1926 році донька Гендрі Олдієн, яка була одружена з лейтенантом-губернатором Британської Колумбії Еріком Гамбером, пожертвувала деяку частку лісопильних маєтків Раді парків Ванкувера з умовою, що вона буде названа на честь її батька. пірк досі відомий як парк Джона Гендрі.